# Stanisław Bietkowski
Stanisław Jan Bietkowski (ur. 19 kwietnia lub 19 września 1891 w Buczaczu, zm. 2 lutego 1949 w Dubrawnie) – polski nauczyciel, porucznik rezerwy kawalerii Wojska Polskiego.

## Życiorys
Urodził się 19 kwietnia lub 19 września 1891 w Buczaczu. Był synem Mariana i Heleny z domu Praczyńskiej. Został studentem medycyny.
Po wybuchu I wojny światowej wstąpił do Legionów Polskich. Od 3 sierpnia 1914 służył w 2 kompanii III batalionu 1 pułku piechoty w składzie I Brygady. Później służył w 1 szwadronie 1 pułku ułanów pod dowództwem rtm. Władysława Beliny-Prażmowskiego, po czym do połowy marca 1915 przebywał na leczeniu. Jego brat Tadeusz (ur. 1895), także służył w legionach. U kresu wojny od początku listopada 1918 bracia Tadeusz i Stanisław Bietkowscy w stopniach podchorążych w szeregach Lotnego Konnego Oddziału Karabinów Maszynowych Naczelnej Komendzie brali udział w obronie Lwowa podczas wojny polsko-ukraińskiej.
Po odzyskaniu przez Polskę niepodległości obaj zostali przyjęci do Wojska Polskiego. Brali udział w wojnie polsko-bolszewickiej. Stanisław Bietkowski został awansowany do stopnia porucznika rezerwy kawalerii. W 1923, 1924 był oficerem rezerwowym 3 pułku strzelców konnych w garnizonie Wołkowysk.
Na przełomie lat 20. i 30. był zatrudniony w Państwowym Gimnazjum im. Hetmana Stanisława Żółkiewskiego w Żółkwi, gdzie był nauczycielem gimnastyki i języka niemieckiego, opiekunem hufca i drużyn harcerskich. Był działaczem Powiatowej Komisji Wychowania Obywatelskiego Związku Strzeleckiego w Żółkwi.
Podczas II wojny światowej był żołnierzem Armii Krajowej; w 1945 został aresztowany przez sowietów, skazany na 10 lat łagru. Zmarł 2 lutego 1949 w obozie pracy w Dubrawnie na terenie Mordowii.
Jego żoną była Róża Udziela (1901–1964), z którą miał syna Mariana (1927–2016, harcerz, artysta malarz, docent) i córkę Ludmiłę (1930–).

## Ordery i odznaczenia
- Srebrny Krzyż Zasługi (1938)[16]